# 리제네레이트 건담
리제네레이트 건담(영어: Regenerate Gundam, 일본어: リジェネレイトガンダム)은 만화 《기동전사 건담 SEED ASTRAY R》에 등장하는 모빌 슈트(MS)로 분류되는 가공의 유인 조종식 인간형 로봇 병기이다. "리제네레이트"는 영어로 "재생(再生)"을 의미한다.

## 기체 해설
C.E. 71년 대전 말기에 개발된 자프트의 핵동력 모빌 슈트 중 하나이다. 저스티스 건담과 프리덤 건담의 서포트 모듈인 미티어 유닛 컨셉을 추진해, 단독으로 유닛 모듈을 구상하는 기체로 개발되었다. 리제네레이트 건담은 프로비던스 건담과 같은 시기에 롤아웃되었다.

## 같이 보기
- 건담 시리즈의 병기 목록